# Kampfhubschrauberregiment 36
Das Kampfhubschrauberregiment 36 „Kurhessen“ (KpfHubschrRgt 36) ist ein fliegender Kampfverband des deutschen Heeres und der Division Schnelle Kräfte unterstellt. Heimatstandort ist die Georg-Friedrich-Kaserne auf dem Heeresflugplatz Fritzlar in Fritzlar, Nordhessen. Das Regiment ist das einzige mit Eurocopter-Tiger-Kampfhubschraubern in Deutschland.

## Auftrag
- Einsatz der Verbundenen Kräfte, einschließlich Joint- und Combined-Einsätze, in und aus dem bodennahen Luftraum im Rahmen der Operationen Luftmechanisierter/Luftbeweglicher Kräfte
- Einsätze im Rahmen der kollektiven Verteidigung, zur Unterstützung Verbündeter und von Friedensmissionen im gesamten Aufgabenspektrum der Krisenverhütung und Krisenbewältigung von NATO, EU und VN
- Unterstützung von Kampf- und Kampfunterstützungstruppen sowie Spezial- und Spezialisierten Kräften
- Durchführung von Verbindungs- und Erkundungsflügen
- Betrieb eines Heeresflugplatzes mit Instrumentenanflugverfahren im Frieden
- Operation aus Verfügungsräumen oder von einem Feldflugplatz im Einsatz
- Unterstützung bei Rettungsoperationen
- Unterstützung bei Operationen zur Katastrophenhilfe und humanitäre Einsätzen im nationalen Bereich

## Geschichte
Der Verband wurde im Jahr 1979 als eines von ursprünglich drei Panzerabwehrhubschrauberregimentern der Bundeswehr mit jeweils 60 Hubschraubern vom Typ BO 105P als Heeresfliegerregiment 36 (HFlgRgt 36) aufgestellt. 1986 wurden die insgesamt 212 Panzerabwehrhubschrauber (PAH) der Bundeswehr dem Oberbefehlshaber der Alliierten Streitkräfte in Europa Mitte unterstellt. 1994 wechselte die Unterstellung des Regiments vom III. Korps in Koblenz zur Luftmechanisierten Brigade 1 in Fritzlar, die im Jahre 2007 in Luftbewegliche Brigade 1 umbenannt wurde.
2002 erfolgte die Umgliederung und Umbenennung des Verbands in das Kampfhubschrauberregiment 36 im Rahmen der geplanten Einführung des Kampfhubschraubers Tiger. Neben dem Kampfhubschrauberregiment 26 in Roth war es eines von zwei Regimentern des deutschen Heeres, das mit dem Tiger ausgerüstet werden sollte. Ziel war die Verfügbarkeit von zwei fliegenden Staffeln mit je 16 Kampfhubschraubern Tiger und einer Gruppe mit Verbindungshubschraubern des Typs BO 105 VBH.

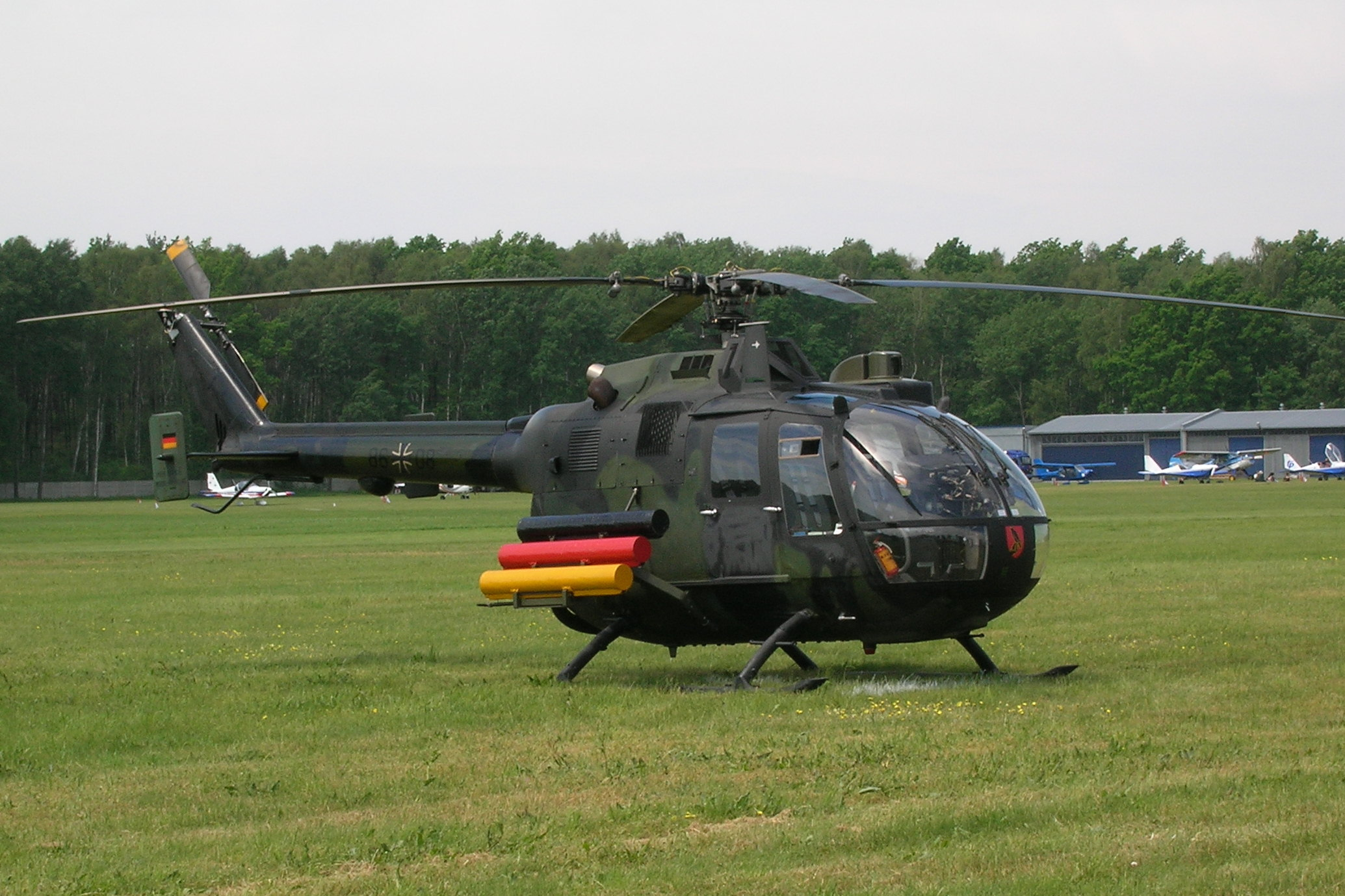
BO 105 PAH

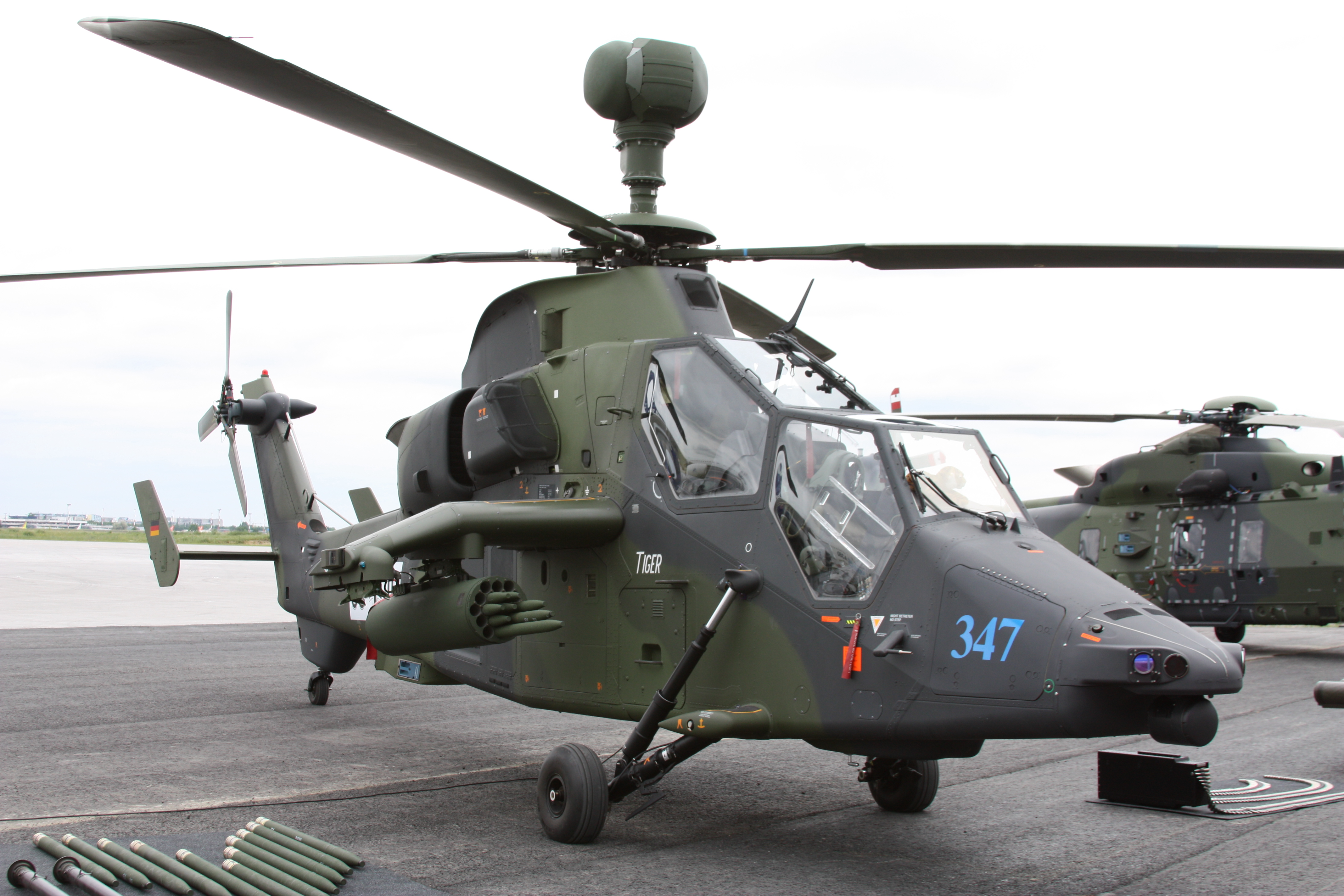
Kampfhubschrauber Tiger

Im April 2011 erhielt das Regiment die ersten drei zugelassenen Serienmaschinen des Eurocopter Tiger. Im Januar 2013 verfügte das Regiment über drei Maschinen der Ausführung STEP 2 und 15 Tiger in der Konfiguration STEP 2 KRYPTO (davon neun ASGARD-F Hubschrauber). Vier der UH Tiger mit der Kampfwertsteigerung ASGARD-F befanden sich von Dezember 2012 bis Juni 2014 im Rahmen des ISAF-Einsatzes in Afghanistan, wo sie dem Einsatzgeschwader Mazar-e Sharif unterstellt waren. Nach technischen Überprüfungen und einsatztaktischen Ausbildungsmaßnahmen für die Luftfahrzeugbesatzungen wurde die Einsatzbereitschaft der deutschen Tiger am 30. Januar 2013 gemeldet. Zwei der Maschinen fungieren als Einsatzrotte, während die beiden anderen als technische Reserve bereitgehalten werden.
Am 4. März 2013 stürzte ein Tiger mit ASGARD-T-Rüstsatz des Regiments bei einem Übungsflug in der Nähe von Ettal ab und brannte vollständig aus. Die Besatzung überlebte den Absturz leicht verletzt. Ein daraufhin erlassenes vorläufiges Flugverbot wurde nach zwei Tagen wieder aufgehoben.
Als am 17. Dezember 2013 die Luftbewegliche Brigade 1 außer Dienst gestellt wurde, wurden die verbliebenen Hubschrauberverbände des Heeres, das Transporthubschrauberregiment 10, das Transporthubschrauberregiment 30 mit dem Transporthubschrauber NH-90 sowie das Kampfhubschrauberregiment 36 der Division Spezielle Operationen in Stadtallendorf unterstellt. Zum 1. Januar 2014 erfolgte eine Umbenennung der Division Spezielle Operationen in Division Schnelle Kräfte.
2017 bis 2018 unterstützte das Regiment mit vier Tiger-Hubschraubern die UNO-Mission Minusma zur Stabilisierung von Nord-Mali. Am 26. Juli 2017 stürzte ein Tiger bei einem Einsatzflug im Norden Malis ab, beide Besatzungsmitglieder kamen dabei ums Leben, der Hubschrauber brannte vollständig aus. Der Absturz wurde durch Mechanikerfehler der Firma Airbus Helicopters verursacht.
Am 12. Januar 2023 wurde dem Regiment das Fahnenband „Einsatz“ verliehen.

## Gliederung
- Der Stab unterstützt den Regimentskommandeur bei der Führung des Regiments.
- Der Stabszug unterstützt den Stab.
- 1. (Versorgungs/Unterstützungs-) Staffel: für die Versorgung und Unterstützung des Regiments u. a. mit Fernmelde-, Brandschutz-, Transport- und Materialdiensten
- 2. (fliegende) Staffel: KH-Tiger-Einsatzstaffel 1
- 3. (fliegende) Staffel: KH-Tiger-Einsatzstaffel 2
- 4. (technische) Staffel: Luftfahrzeugtechnische Unterstützungs- und Flugbetriebsstoffstaffel
- 5. (technische) Staffel: Kontrolle und Wartung der Hubschrauber
- 6. (technische) Staffel: Kontrolle und Wartung der Hubschrauber und die notwendigen Bodendienstgeräte
- 7. (technische) Staffel: Instandsetzungsstaffel für Luftfahrzeuge

## Wappen
Der rote Grund gilt als Farbe des Kriegsgottes Mars und drückt in der Heraldik den Dienst am Vaterland aus. Silberne Doppelsparren stehen als stilisiertes Zeichen für die Panzerabwehr. Silber bedeutet in der Heraldik Freude und Weisheit. Die beiden Schwingen weisen die Soldaten des Regiments als Flieger aus und stehen für die beiden Abteilungen. Das Mainzer Doppelrad, Stadtwappen von Fritzlar, stellt die Beziehung zur Garnisonsstadt Fritzlar her.